# SC Harsum
Der SC Harsum (offiziell: Sportclub Harsum von 1919 e. V.) ist ein Sportverein aus Harsum im Landkreis Hildesheim. Die erste Fußballmannschaft spielt seit dem Abstieg im Jahre 2014 in der Bezirksliga Hannover. Zwischen 1994 und 1998 spielte sie in der Oberliga Niedersachsen/Bremen.

## Geschichte
Der Verein wurde am 5. April 1919 gegründet. Im Jahre 1936 wurde der SC Harsum als Aufsteiger in die zweithöchste Spielklasse Meister und erreichte die Aufstiegsrunde zur Gauliga Niedersachsen. Dort wurde man in einer Gruppe mit dem 1. SC Göttingen 05, dem MSV Jäger 7 Bückeburg und dem VfB Braunschweig Letzter. Nach dem Zweiten Weltkrieg fusionierte man am 11. November 1945 mit dem MTV Harsum und dem TTC Blau-Weiß Harsum zur Sportlichen Vereinigung Harsum. Diese Fusion wurde schon am 11. Oktober 1949 wieder gelöst.
Ende der 1980er Jahre begann der sportliche Aufschwung. Zwischen dem 17. Oktober 1987 und dem 9. April 1989 blieb die Mannschaft ungeschlagen und marschierte von der Bezirksoberliga direkt in die Niedersachsenliga durch. Nach zwei Jahren Abstiegskampf etablierten sich die Harsumer im Mittelfeld. Im Jahre 1992 stellte die Bild-Zeitung seinen Lesern den Verein unter der Überschrift „Ein Kaff macht alle baff!“ vor. 1994 qualifizierte sich der SC Harsum für die neu geschaffene Oberliga Niedersachsen/Braunschweig und avancierte zur sportlichen Nummer eins im Landkreis Hildesheim.
Nach einem sechsten Platz in der Saison 1994/95 sorgten die Harsumer ein Jahr später besonders in der Rückrunde für Furore und stürmten auf Platz vier. Nur zwei Punkte fehlten zur Vizemeisterschaft. Danach verließen zahlreiche Leistungsträger den Verein und Hauptsponsor Dieter Gäbler verstarb. Im Jahre 1998 mussten die Harsumer aus der Oberliga absteigen und wurde nach zwei weiteren Abstiegen in die Bezirksliga durchgereicht. Im Jahr 2013 gelang der Aufstieg in die Landesliga über die Relegationsrunde. Nach nur einem Jahr in der Landesliga Hannover stieg das Team am Ende der Saison 2013/2014 bereits wieder in die Bezirksliga Hannover ab.
Am 28. November 2024 wurde der Verein mit der Niedersächsischen Sportmedaille ausgezeichnet.

## Persönlichkeiten
- Erik Henschel
- Mirko Slomka